# Spathius generosus
Spathius generosus är en stekelart som beskrevs av Wilkinson 1931. Spathius generosus ingår i släktet Spathius och familjen bracksteklar. Inga underarter finns listade i Catalogue of Life.